# W.J.B. Greenwood Provincial Park
W.J.B. Greenwood Provincial Park är en park i Kanada.   Den ligger i provinsen Ontario, i den sydöstra delen av landet, 400 km nordväst om huvudstaden Ottawa. W.J.B. Greenwood Provincial Park ligger 288 meter över havet. Arean är 465 kvadratkilometer.
Terrängen runt W.J.B. Greenwood Provincial Park är huvudsakligen platt. W.J.B. Greenwood Provincial Park ligger nere i en dal. Trakten runt W.J.B. Greenwood Provincial Park är nära nog obefolkad, med mindre än två invånare per kvadratkilometer.. Närmaste större samhälle är Latchford, 2,8 km norr om W.J.B. Greenwood Provincial Park. 
I omgivningarna runt W.J.B. Greenwood Provincial Park växer i huvudsak blandskog.